# 미국의 특산품
미국의 특산품은 미국에서 대표되는 특산품에 대하여 기술한 것이다.

## 미국 전역
- 구리
- 납
- 마그네슘
- 몰리브덴
- 바나듐
- 우라늄

## 미국의 주

### 뉴욕, 워싱턴주
- 사과

### 로키 산맥, 애팔래치아 산맥
- 석탄
- 인삼

### 알래스카주
- 석유
- 대게
- 킹크랩

### 아이다호주
- 감자

### 아이오와주
- 옥수수
- 땅콩
- 면화복숭아

### 캘리포니아주
- 건포도
- 아몬드
- 오렌지
- 와인
- 포도

### 텍사스주
- 소고기

### 하와이주
- 파인애플
- 마카다미아

### 위스콘신주
- 치즈
- 우유
- 인삼